# كأس كازاخستان 1992
كأس كازاخستان 1992 (بالروسية: Кубок Казахстана по футболу 1992)‏ هو الموسم 1 من كأس كازاخستان. أقيم خلال الفترة 8 مايو 1992 وحتى 8 أغسطس 1992، وأشرف على تنظيمه اتحاد كازاخستان لكرة القدم، وكان عدد الأندية المشاركة فيه 24، وفاز فيه نادي كايرات.